# سوسکو اکیم کایا
سوسکو اکیم کایا (انگلیسی: Susku Ekim Kaya؛ زادهٔ ۹ نوامبر ۱۹۹۰) بازیگر است.